# Габрје под Шпилком
Габрје под Шпилком (словен. Gabrje pod Špilkom) је насељено место у општини Луковица, Средњесловенска регија, Словенија.

## Историја
До територијалне реорганизације у Словенији било је у саставу старе општине Домжале.

## Становништво
У попису становништва из 2011. године, Габрје под Шпилком је имало 33 становника.
| Број становника према пописима | Број становника према пописима | Број становника према пописима |
| ------------------------------ | ------------------------------ | ------------------------------ |
| 1991                           | 2002                           | 2011                           |
| 21                             | 37                             | 33                             |

Напомена: До 1953. исказивано под именом Габрје.